# Віктор Зорза
Віктор Зорза (при народженні: Ізраель Вермут; пол. Israel Wermuth; 19 жовтня 1925, Коломия, Польська Народна Республіка — 20 березня 1996, Лондон, Велика Британія) — британський журналіст єврейського походження, який писав про Радянський союз.

## Життєпис

### Ранні роки
Ізраель Вермут народився 19 жовтня 1925 року в місті Коломия, Польській Народній Республіці (тепер Україна). Його батьки були польські євреї, які мали крамницю в Коломиї.
У 1939 році, після вторгнення червоноармійців у Галичину, Радянська влада оголосила сім'ю буржуазною та конфіскувала бізнес. Коли німці в 1941 році зайшли в Галичину, 15-річний юнак втік на схід, у той час як його сім'ю заарештували та відправили до Коломийського гетто, а потім до табору смерті у Белжеці. Його молодша сестра, Рут Вермут, втекла з нацистського потягу, який прямував до Белжеца. Працювала під фальшивими документами на фабриці та як покоївка в Німеччині. Відновила зв'язок з Віктором у 1994 році (за два роки до його смерті).
Зорза втік на схід з відступаючими росіянами і був змушений копати траншеї разом з їхніми військовополоненими. Залишився живим після німецького авіаудару по військовим, який убив багатьох інших у групі. Трагічний випадок спровокував цілковиту амнезію. Зорза ніколи так і не відновив повністю свою пам'ять. Згодом його було відправлено в «Радянський трудовий табір» на схід. Він втік звідти, проте був спійманий та повернений назад. Його друга втеча була успішнішою ― з допомогою радянського письменника Іллі Еренбурга, Зорза приєднався до підрозділу Повітряних сил Польщі. Він був евакуйований до Великої Британії через Іран та Індію.
Після закінчення війни, приєднався до служби моніторингу BBC у 1948 році. Він відстежував та повідомляв новини з країн Східного блоку.
У 1949 році він одружився з Розмарі Вілсон. Вони мали двох дітей: Річарда (нар.1949 року) та Джейн (нар.1952).

### Журналістика
Зорза починав писати як фрілансер для «The Manchester Guardian» у 1950 році та приєднався до штатного персоналу в 1956. Згодом став аналітиком внутрішньої роботи Радянського Союзу. Він зробив ряд сміливих прогнозів, які виявилися точними та дали автору велику повагу в західному світі. У 1956 році вийшла його перша стаття у The Washington Post. Зорза був одним з перших аналітиків, які прогнозували китайсько-радянський розкол. 
У 1968 році він отримав престижну премію «Журналіста року» від «Національної преси IPC».

### Індія та Рух «Госпіс»
У 1977 році донька Зорзи, Джейн, у віці 25 років, померла від раку в госпісі «Sir Michael Sobell House». Досвід втрати власної дитини Віктор та Розмарі записали в статті для The Guardian за назвою «Death of a Daughter». Стаття стала досить відомою, тому в 1981 році вони видали книгу «A Way to Die».
Раніше, під час візиту в Індію, Джейн намагалася переконати батька покинути писати про міжнародні відносини, а натомість інформувати світ про боротьбу за виживання бідних людей в країнах, що розвиваються. Мабуть, частково в знак поваги до бентег власної дочки, Віктор поїхав у Індію та проживав там у віддаленому селі на півночі за назвою Лахамандал. Вхід у село доступний тільки через швидку річку Джамуна над якою натягнутий ненадійний ручний витягнутий канат по якому рухається вагонетка. Вів звідти колонку для The Guardian за назвою «Village Voice».
При кінці життя почав підтримувати рух за побудову госпісів. Зорза заснував організацію «Британсько-російське госпісне товариство», яке вроваджувало ідею побудови першого російського госпісу в Санкт-Петербурзі у 1990 році.
У 1991 році Розмарі Зорза вирішила розлучитися з Віктором. Його важкий графік і часті міжнародні подорожі перешкодили йому підтримувати її в боротьбі з хворобою Паркінсона. Вона вийшла заміж за Пітера Варні і жила з ним до своєї смерті в 2000 році. У 1993 році Віктор познайомився з Ейлін Лерш-Томсен, і вона стала його партнером по житті, підтримуючи його до самої смерті. Разом з Ейлін, Віктор брав участь у залученні коштів та поширення обізнаності щодо госпісів та паліативної допомоги в Росії, включаючи будівництво першого госпісу в Москві в 1996 році.

### Хвороба та смерть
Зорза мав проблеми з серцем протягом більшої частини свого пізнього життя, починаючи з кінця 70-х років. Мав багаторазові хірургічні втручання на серці, починаючи з 1979 року, після якого його дієта стала досить обмеженою. У січні 1996 року він мав стентування серця і 20 березня 1996 року помер у лікарні Хаммерсміт після третьої операції на серці.